# Glycaspis anomala
Glycaspis anomala är en insektsart som beskrevs av Moore 1970. Glycaspis anomala ingår i släktet Glycaspis och familjen rundbladloppor. Inga underarter finns listade i Catalogue of Life.